# Économie des Hauts-de-Seine

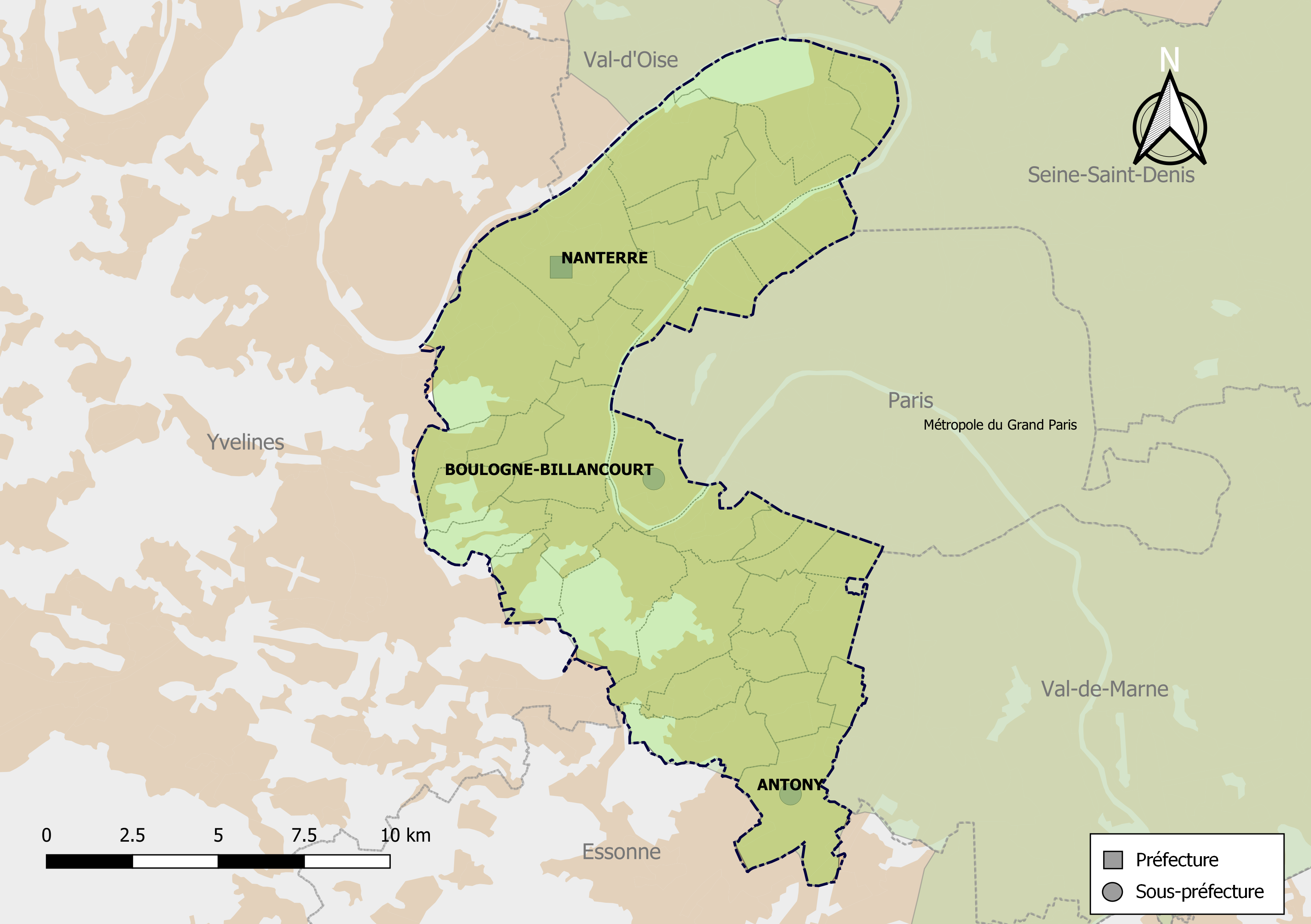
Le département des Hauts-de-Seine

Le département des Hauts-de-Seine accueille plus de 100 000 entreprises qui emploient plus de 750 000 personnes auxquelles il faut ajouter près de 50 000 personnes non salariés. Le PIB par habitant est trois fois plus élevé dans les Hauts-de-Seine que celui de la moyenne nationale.
Au nord du département, le quartier d'affaires de La Défense, sur les communes de Courbevoie, Puteaux et Nanterre regroupe une grande partie de l'activité économique des Hauts-de-Seine avec de nombreux sièges sociaux de grandes entreprises françaises et étrangères.
Le département a une forte tradition industrielle marquée par les débuts de l'aéronautique et de l'automobile. De nombreuses entreprises de mécanique, de fabricants de pneumatiques, d'industries électriques puis électroniques se sont développées. Aujourd'hui, si le tissu industriel reste dense, l'économie du département est fortement marqué par une tendance à passer au secteur tertiaire avec le développement des activités de services.

## Emploi
Avec près de 800 000 personnes actives, c'est un peu plus de la moitié des habitants du département des Hauts-de-Seine qui travaillent. Le taux de chômage est de 8,6 % ce qui situe le département en dessous du seuil national qui est de 9,9 %.

## Répartition des activités
Le secteur tertiaire domine très largement l'économie des Hauts-de-Seine, et ce sont les activités de services qui constituent le secteur le plus important (70 % des activités économiques du département) loin devant le commerce, la construction et l'industrie. L'agriculture qui dominait il y a encore 150 ans est devenue aujourd'hui marginale.
| Secteur d'activité | Répartition |
| ------------------ | ----------- |
| Agriculture        | 0,3 %       |
| Industrie          | 6,0 %       |
| Construction       | 5,4 %       |
| Commerce           | 17,5        |
| Services           | 71,7 %      |

Si le symbole du dynamisme du secteur tertiaire est sans aucun doute le quartier d'affaires de la Défense, d'autres quartiers développent des infrastructures destinées à accueillir les entreprises. C'est le cas par exemple avec la création de Rueil 2000, à Rueil-Malmaison mais aussi des villes comme Levallois-Perret, Boulogne-Billancourt ou Issy-les-Moulineaux qui ont multiplié les surfaces de bureaux.

## Situation économique
En 2005, la situation financière des établissements des Hauts-de-Seine est globalement en progression grâce notamment aux petites et moyennes entreprises. 
Les différences sectorielles restent toutefois importantes. L'ensemble des secteurs est en progression, à l’exception de l’industrie, mais c'est le secteur de la construction qui connait la plus forte amélioration. Les activités de commerce de gros et de services sont restées bonnes alors que le commerce de détail connait toujours des difficultés.

## Les principales entreprises du département
- Boulogne-Billancourt : La Française des jeux • Monoprix • Neuf Cegetel • Renault • Rhodia • TF1
- Clamart : Alstom • Schlumberger • EDF, secteur Recherche & Développement
- Clichy : BiC • Etam •  Geodis • Oakley • l'Oréal • Sony
- Neuilly-sur-Seine : M6 • Havas • Deloitte • JCDecaux • PricewaterhouseCoopers, etc.
- Issy-les-Moulineaux : Arte • BFM TV • Accor • Canal+ • Canal J • La Chaîne météo • Cisco Systems • Comédie • Eurosport • L'Équipe TV • France 5 • France 24 • France Télécom • Neuf Cegetel • Numéricable • Steria • Teletoon • TPS • IFREMER • Coca-Cola • Groupe Rocher • Wanadoo • Wengo • Hewlett Packard • Microsoft
- La Défense : Cegetel • Société générale • Total • EDF • SFR • KPMG • Ernst & Young • Areva • GAN • AGF • Axa • CBS • IBM France • Lexmark • Manpower • Natexis • Symantec France • Engie
- Le Plessis-Robinson : Renault • MBDA
- Meudon : CNRS • ONERA • Observatoire de Paris • Bouygues Telecom • Thales • HP • Dassault Systèmes
- Rueil-Malmaison : American Express • AstraZeneca • BNP Paribas • Charbonnages de France • Dell • Dunlop • Esso • Heineken • Institut français du pétrole • Leaseplan • Mercedes-Benz • Novartis • Renault • Sanofi Aventis • Schneider Electric • Tupperware • Unilever • Vinci • Wolters Kluwer
- Suresnes : Dassault Aviation • Dassault Systèmes • EADS • Philips
- Sèvres : Pages jaunes